# Ochlandra spirostylis
Ochlandra spirostylis là một loài thực vật có hoa trong họ Hòa thảo. Loài này được M.Kumar, K.K.Seethal. & Sequiera mô tả khoa học đầu tiên năm 1999.